# Ocara
Ocara este un oraș în statul Ceará (CE) din Brazilia.